# Francesc de Paula Franquesa
Francesc de Paula Franquesa i Riera (Hostalric, ca. 1832 - Girona 28 de gener de 1892) va ser un activista cultural català, peça destacada en l'eclosió cultural que hi va haver a Llagostera a la segona meitat del segle xix, nomenat diputat provincial el 1888, notari a Girona i secretari de l'Ajuntament de Llagostera.

## Biografia
Poques coses s'han escrit dels seus primers anys. Francesc va ser amo de Can Franquesa, l'actual edifici del Museu Vilà. El 1856 va publicar Flores de amistad: poesías, un llibre inspirat per Víctor Balaguer amb 58 poemes escrits entre el 1849 i el 1856 principalment des de València, Barcelona i Girona. El 1862 va crear un Centro de instrucción a Llagostera que oferia classes d'aritmètica, dibuix i escriptura per a les classes treballadores. Aquesta entitat el 1863 va promoure un dels premis dels Jocs Florals de Barcelona, consistent en una arpa de suro.
El 1872 Franquesa va guanyar el primer accèssit del Certamen Literario de Granada amb la poesia "A la Virgen María en su concepción Immaculada", publicat el 1873 a Girona. El mateix any 1872 participà en la creació, com a primer president, de l'Associació Literària de Girona, que es dissoldria el 1901. Aquesta entitat organitzava festes culturals i va iniciar la publicació de la Revista de Gerona el 1876. El 1887 Franquesa encara n'era president, el vicepresident era Joaquim Botet i Sisó i el tresorer Emili Grahit, tres prohoms de la cultura gironina del moment. Aquest any el guardó del certamen literari de l'entitat fou una joia lliurada pel rei Alfons XIII. El seu pare, Felip Franquesa i Colombí, morí a Hostalric el 15 de setembre de 1888.
Les diverses entitats culturals que van aparèixer a Llagostera a finals del segle xix i principis del XX, com l'Escola de Belles Arts, per exemple, no s'explicarien sense el seu impuls.